# SN 2003js
SN 2003js – supernowa typu Ia odkryta 24 października 2003 roku w galaktyce A022952-0832. W momencie odkrycia miała maksymalną jasność 22,00m.